# Despeleza hirta
Despeleza hirta là một loài thực vật có hoa trong họ Đậu. Loài này được (L.) Nieuwl. mô tả khoa học đầu tiên năm 1914.